# Monastero di Rupertsberg
Il monastero di Rupertsberg fu un monastero benedettino  a Bingen. Sorse a Rupertsberg, sulla riva sinistra del fiume Nahe, alla sua confluenza con il Reno. Venne distrutto nel 1632 e gli ultimi resti completamente demoliti nel 1857. 

## Storia
Ildegarda di Bingen nel 1150, lasciò l'abbazia di Disibodenberg per fondare questo monastero sopra la tomba di san Ruperto. La chiesa abbaziale fu consacrata nel 1152 dal vescovo Enrico di Magonza. Il monastero perse d'importanza già con la morte della sua fondatrice. Fu distrutto dagli svedesi nel 1632 durante la Guerra dei trent'anni.
Il monastero ospitò le reliquie di santa Ildegarda che vi erano state custodite in un sontuoso mausoleo dal 1179 al 1632, quando, dopo la sua distruzione, furono traslate nel sito del secondo monastero che Ildegarda aveva fondato a Eibingen, nella regione del Rheingau, dove oggi sono custodite nella chiesa parrocchiale di Santa Ildegarda e San Giovanni Battista.

## Descrizione
Cinque arcate della chiesa dell'ex convento si sono conservate e fanno ora parte del museo della società Würth. Presso il sito della navata centrale fra il XVII e il XIX secolo, tra le fondamenta, erano state restaurate e recuperate alcune sale sotterranee a volta e utilizzate. Gli ultimi resti del monastero sono stati demoliti nel 1857 per la costruzione della ferrovia Reno-Nahe che collegava la Saar a Bingen.